# تاكاماسا تانأوكا
تاكاماسا تانأوكا (باليابانية: 種岡 岐将) (4 أبريل 1994 في توتشيغي في اليابان – )؛ هو لاعب كرة قدم كان يلعب كمدافع.

## وصلات خارجية
- تاكاماسا تانأوكا على موقع رابطة كرة القدم اليابانية للمحترفين (اليابانية)
- تاكاماسا تانأوكا على موقع قاعدة بيانات كرة القدم.إي يو (الإنجليزية)
- تاكاماسا تانأوكا على موقع Soccerway.com (الإنجليزية)